# Aeroporto Internazionale Diego Aracena
L'Aeroporto Internazionale Diego Aracena (in spagnolo Aeropuerto Internacional Diego Aracena), conosciuto anche come Chucumata, è uno scalo aereo cileno situato a circa 45 km a sud della città portuale di Iquique, nella regione di Tarapacá.
Nell'aeroporto ha sede anche la base Los Condores che ospita la 1ª brigata dell'aeronautica militare cilena (FACh). È intitolato alla memoria di Diego Aracena Aguilar, comandante della FACh dal 1932 al 1939.

## Storia
L'aeroporto fu costruito nel 1973 per rimpiazzare l'aerodromo di Cavancha.